# Sidakarya
Sidakarya is een bestuurslaag in het regentschap Denpasar van de provincie Bali, Indonesië. Sidakarya telt 20.395 inwoners (volkstelling 2010).